# 1995-ös karibi kupa
Az 1995-ös karibi kupa volt a torna hatodik kiírása. A kupát Jamaicában, illetve a Kajmán-szigeteken rendezték.

## Előselejtező
| 1995. május 7. |

| Aruba                             | 3–4 | Antigua és Barbuda                                |
| --------------------------------- | --- | ------------------------------------------------- |
| Jonathan Lake (2) Raphael Vanegas |     | Wensly Martina (2) Kevin Jansen Francis Bonevacia |

| Trinidad Stadion, Oranjestad |

| 1995. május 14. |

| Antigua és Barbuda                           | 3–2 | Aruba                     |
| -------------------------------------------- | --- | ------------------------- |
| Churmel Lodovica Wensly Martina Kevin Jansen |     | Egbert Kock Jonathan Lake |

| Bramendiweg Sportpark, Willemstad |

## Selejtező

### Első csoport
| Csapat                | Pont | M | Gy | D | V | RG | KG | GK  |
| --------------------- | ---- | - | -- | - | - | -- | -- | --- |
| Kuba                  | 9    | 3 | 3  | 0 | 0 | 15 | 0  | +15 |
| Antigua és Barbuda    | 4    | 3 | 1  | 1 | 1 | 4  | 6  | -2  |
| Dominikai Köztársaság | 3    | 3 | 1  | 0 | 2 | 4  | 6  | -2  |
| Puerto Rico           | 1    | 3 | 0  | 1 | 2 | 3  | 14 | -11 |

| 1995. május 23. |

| Kuba                            | 3–0 | Antigua és Barbuda |
| ------------------------------- | --- | ------------------ |
| Osmin Hernandez 2 Andres Roldan |     |                    |

| Estadio Quisqueya, Santo Domingo |

| 1995. május 23. |

| Dominikai Köztársaság                             | 3–1 | Puerto Rico |
| ------------------------------------------------- | --- | ----------- |
| Pablo García Pedro Aquino Victor Castillo Vicioso |     | Mark Lugris |

| Estadio Quisqueya, Santo Domingo |

| 1995. május 25. |

| Dominikai Köztársaság | 0–3 | Kuba                                      |
| --------------------- | --- | ----------------------------------------- |
|                       |     | Luis Marten Ariel Alvarez Osmin Hernandez |

| Estadio Quisqueya, Santo Domingo |

| 1995. május 25. |

| Puerto Rico               | 2–2 | Antigua és Barbuda |
| ------------------------- | --- | ------------------ |
| Omar Montero Ramon Rivera |     | Richard Samboe (2) |

| Estadio Quisqueya, Santo Domingo |

| 1995. május 27. |

| Dominikai Köztársaság | 1–2 | Antigua és Barbuda              |
| --------------------- | --- | ------------------------------- |
| Dinardo Rodriguez     |     | Eugene Constacia Wensly Martina |

| Estadio Quisqueya, Santo Domingo |

| 1995. május 27. |

| Kuba                                                                             | 9–0 | Puerto Rico |
| -------------------------------------------------------------------------------- | --- | ----------- |
| Osmin Hernandez 3 Manuel Bobadilla 2 Armando Cruz 2 Raimundo García Armelio Luis |     |             |

| Estadio Quisqueya, Santo Domingo |

### 2. csoport
| Csapat         | P | M | Gy | D | V | RG | KG | GK |
| -------------- | - | - | -- | - | - | -- | -- | -- |
| Francia Guyana | 4 | 3 | 1  | 1 | 1 | 7  | 5  | +2 |
| Martinique     | 4 | 3 | 1  | 1 | 1 | 5  | 4  | +1 |
| Guadeloupe     | 4 | 3 | 1  | 1 | 1 | 5  | 5  | 0  |
| Suriname       | 4 | 3 | 1  | 1 | 1 | 3  | 6  | -3 |

| 1995. május 9. |

| Francia Guyana      | 1–2   | Martinique                                 |
| ------------------- | ----- | ------------------------------------------ |
| Evens Morisseau 15' | (1–1) | Jean-Marc Emika 35' 40' Joseph Elismar 65' |

| Stade de Raduel, Cayenne |

| 1995. május 9. |

| Guadeloupe        | 1–2   | Suriname                |
| ----------------- | ----- | ----------------------- |
| Georges Wills 20' | (1–1) | Ramon Kempenaar 35' 75' |

| Stade de Raduel, Cayenne |

| 1995. május 11. |

| Francia Guyana                         | 2–2   | Guadeloupe                                      |
| -------------------------------------- | ----- | ----------------------------------------------- |
| Remy Aubert 68' Jean-Felix Mettela 78' | (0–1) | Christian Pierre-John 25' Jocelyn Coucoutou 50' |

| Stade de Raduel, Cayenne |

| 1995. május 11. |

| Martinique          | 1–1   | Suriname              |
| ------------------- | ----- | --------------------- |
| Eric Jean-Louis 37' | (1–0) | Aschwin Josefzoon 48' |

| Stade de Raduel, Cayenne |

| 1995. május 13. |

| Francia Guyana                                                          | 4–0   | Suriname |
| ----------------------------------------------------------------------- | ----- | -------- |
| Eddy Cincinnat 31' 40' Jean-Pierre Noel 55' Jean-Claude Durcheville 81' | (1–0) |          |

| Stade de Raduel, Cayenne |

| 1995. május 13. |

| Guadeloupe                                     | 2–1   | Martinique          |
| ---------------------------------------------- | ----- | ------------------- |
| Christian Pierre-John 75' Patrice Ramssamy 86' | (0–0) | Jean-Marc Emica 80' |

| Stade de Raduel, Cayenne |

### 3. csoport

#### Első kör
| 1995. március 26. |

| Barbados                                          | 3–0 | Guyana |
| ------------------------------------------------- | --- | ------ |
| Sherwin Mullins Llewellyn Riley Gregory Goodridge |     |        |

| Hadley Court Stadium, Bridgetown |

| 1995. április 2. |

| Guyana | 0–4   | Barbados                                        |
| ------ | ----- | ----------------------------------------------- |
|        | (0–2) | Llewellyn Riley 35' 41' 74' Jerry Alexander 89' |

| Bourda Cricket Ground, Georgetown |

| 1995. március 21. |

| Grenada                      | 2–0 | Saint Lucia |
| ---------------------------- | --- | ----------- |
| Rapael Forsyth Ricky Charles |     |             |

| Grenada National Stadium, St. George's |

| 1995. április 9. |

| Saint Lucia                                       | 4–0 | Grenada |
| ------------------------------------------------- | --- | ------- |
| Macmillian Callender (2) Dexter Rismay Titus Elva |     |         |

| Mindoo Phillip Park, Castries |

#### Második kör
| 1995. április 30. |

| Barbados        | 1–1 | Saint Lucia    |
| --------------- | --- | -------------- |
| Llewellyn Riley |     | Michael Edmund |

| Hadley Court Stadium, Bridgetown |

| 1995. május 7. |

| Saint Lucia                | 2–1 | Barbados        |
| -------------------------- | --- | --------------- |
| Walter Emmanuel Titus Elva |     | Llewellyn Riley |

| Mindoo Phillip Park, Castries |

### 4. csoport

#### Első kör
| 1995. március 26. |

| Montserrat                             | 3–2 | Anguilla                   |
| -------------------------------------- | --- | -------------------------- |
| Ian Edwards Julian Wade Everton Morris |     | Wayne Carter Dylon Proctor |

| Sturge Park, Woodlands |

| 1995. április 2. |

| Anguilla | 0–1 | Montserrat |
| -------- | --- | ---------- |
|          |     | Curt Webb  |

| Anguilla |

| 1995. március 26. |

| Dominikai Köztársaság | 0–1 | Saint Vincent és a Grenadine-szigetek |
| --------------------- | --- | ------------------------------------- |
|                       |     | Kendall Velox                         |

| Windsor Park, Roseau |

| 1995. április 2. |

| Saint Vincent és a Grenadine-szigetek | 0–0 | Dominikai Köztársaság |
| ------------------------------------- | --- | --------------------- |
|                                       |     |                       |

| Amos Vale Stadium, Kingstown |

#### Második kör
| 1995. április 30. |

| Saint Vincent és a Grenadine-szigetek                                   | 9–0 | Montserrat |
| ----------------------------------------------------------------------- | --- | ---------- |
| Rodney Jack 3 Andre Hinds 3 Christopher Harry James Chewitt Wesley John |     |            |

| Amos Vale Stadium, Kingstown |

| 1995. május 7. |

| Montserrat | 0–11 | Saint Vincent és a Grenadine-szigetek                         |
| ---------- | ---- | ------------------------------------------------------------- |
|            |      | Rodney Jack 6 Andre Hinds 2 James Chewitt 2 Christopher Harry |

| Sturge Park, Woodlands |

### 5. csoport

#### Első kör
| 1995. március 19. |

| Sint Maarten | 0–2 | Saint Kitts és Nevis      |
| ------------ | --- | ------------------------- |
|              |     | Keith Gumbs Rohan Francis |

|  |

| 1995. március 26. |

| Saint Kitts és Nevis | 0–1 | Sint Maarten |
| -------------------- | --- | ------------ |
|                      |     | öngól        |

| Warner Park, Basseterre |

|  |

| Antigua és Barbuda | elmaradt | Brit Virgin-szigetek |
| ------------------ | -------- | -------------------- |
|                    |          |                      |

|  |

#### Második kör
| 1995. április 30. |

| Saint Kitts és Nevis | 1–1 | Antigua és Barbuda |
| -------------------- | --- | ------------------ |
| Austin Huggins       |     | Garfield Gonsalves |

| Warner Park, Basseterre |

| 1995. május 21. |

| Antigua és Barbuda                 | 2–2 (4–3 tiz.) | Saint Kitts és Nevis     |
| ---------------------------------- | -------------- | ------------------------ |
| Garfield Gonsalves Derrick Edwards |                | Keith Gumbs Dwight Kelly |

| Yasco Stadium, St. John's |

## Csoportkör

### A csoport
| Csapat                                | P | M | Gy | D | V | GK | KG | GK |
| ------------------------------------- | - | - | -- | - | - | -- | -- | -- |
| Saint Vincent és a Grenadine-szigetek | 7 | 3 | 2  | 1 | 0 | 10 | 4  | +6 |
| Kajmán-szigetek                       | 7 | 3 | 2  | 1 | 0 | 5  | 2  | +3 |
| Antigua és Barbuda                    | 3 | 3 | 1  | 0 | 2 | 3  | 8  | -5 |
| Francia Guyana                        | 0 | 3 | 0  | 0 | 3 | 2  | 6  | -4 |

| 1995. július 21. |

| Kajmán-szigetek | 2–0 | Antigua és Barbuda |
| --------------- | --- | ------------------ |
| Lee Ramoon (2)  |     |                    |

| Kajmán-szigetek |

| 1995. július 21. |

| Francia Guyana | 1–3 | Saint Vincent és a Grenadine-szigetek |
| -------------- | --- | ------------------------------------- |
| Jose Saibou    |     | Rodney Jack Kendall Velox (2)         |

| Kajmán-szigetek |

| 1995. július 23. |

| Antigua és Barbuda | 1–5 | Saint Vincent és a Grenadine-szigetek                          |
| ------------------ | --- | -------------------------------------------------------------- |
| Garfield Gonsalves |     | Rodney Jack (2) Kendall Velox (tiz.) Andre Hinds Tyrone Prince |

| Kajmán-szigetek |

| 1995. július 23. |

| Kajmán-szigetek | 1–0 | Francia Guyana |
| --------------- | --- | -------------- |
| Kim Samuels     |     |                |

| Kajmán-szigetek |

| 1995. július 25. |

| Antigua és Barbuda                 | 2–1 | Francia Guyana   |
| ---------------------------------- | --- | ---------------- |
| Garfield Gonsalves Derrick Edwards |     | St. Ange Golitin |

| Kajmán-szigetek |

| 1995. július 25. |

| Kajmán-szigetek             | 2–2 | Saint Vincent és a Grenadine-szigetek |
| --------------------------- | --- | ------------------------------------- |
| Carlos Welcome Arden Rivers |     | Rohan Keizer (2)                      |

| Kajmán-szigetek |

### B csoport
| Csapat             | P | M | Gy | D | V | RG | KG | GK |
| ------------------ | - | - | -- | - | - | -- | -- | -- |
| Trinidad és Tobago | 6 | 3 | 2  | 0 | 1 | 7  | 1  | +6 |
| Kuba               | 6 | 3 | 2  | 0 | 1 | 4  | 3  | +1 |
| Jamaica            | 6 | 3 | 2  | 0 | 1 | 4  | 3  | +1 |
| Saint Lucia        | 0 | 3 | 0  | 0 | 3 | 1  | 9  | -8 |

| 1995. július 19. |

| Jamaica                           | 2–1   | Saint Lucia    |
| --------------------------------- | ----- | -------------- |
| Onandi Lowe 10' Hector Wright 59' | (1–1) | Titus Elva 37' |

| National Stadium, Kingston Nézőszám: 2 000 |

| 1995. július 19. |

| Kuba | 0–2   | Trinidad és Tobago |
| ---- | ----- | ------------------ |
|      | (0–1) | Angus Eve 31' 76'  |

| National Stadium, Kingston Nézőszám: 2 000 |

| 1995. július 21. |

| Kuba | 0–2   | Trinidad és Tobago |
| ---- | ----- | ------------------ |
|      | (0–1) | Angus Eve 31' 76'  |

| Montego Bay Nézőszám: 2 000 |

| 1995. július 21. |

| Saint Lucia | 0–5 | Trinidad és Tobago                             |
| ----------- | --- | ---------------------------------------------- |
|             |     | Arnold Dwarika (2) Leonson Lewis (2) Angus Eve |

| Montego Bay Nézőszám: 3 000 |

| 1995. július 23. |

| Kuba                | 2–0 | Saint Lucia |
| ------------------- | --- | ----------- |
| Lázaro Dalcourt (2) |     |             |

| National Stadium, Kingston Nézőszám: 1 890 |

| 1995. július 23. |

| Jamaica           | 1–0 | Trinidad és Tobago |
| ----------------- | --- | ------------------ |
| Theodore Whitmore |     |                    |

| National Stadium, Kingston Nézőszám: 1 890 |

## Egyenes kieséses szakasz

### Elődöntő
| 1995. július 27. |

| Saint Vincent és a Grenadine-szigetek             | 3–2   | Kuba                                   |
| ------------------------------------------------- | ----- | -------------------------------------- |
| Andre Hinds 46' Rodney Jack 48' Tyrone Prince 51' | (0–1) | Osmin Hernandez 13' Daniel Garrido 68' |

| Kajmán-szigetek |

| 1995. július 28. |

| Kajmán-szigetek           | 2–9 | Trinidad és Tobago                                                  |
| ------------------------- | --- | ------------------------------------------------------------------- |
| Gary Whittaker Lee Ramoon |     | Leonson Lewis (3) Angus Eve (2) Arnold Dwarika (2) Dexter Cyrus (2) |

| Kajmán-szigetek |

### Bronzmérkőzés
| 1995. július 30. |

| Kajmán-szigetek | 0–3 | Kuba                                            |
| --------------- | --- | ----------------------------------------------- |
|                 |     | Lazaro Darcourt Martinez Manuel Bobadilla öngól |

| Kajmán-szigetek |

### Döntő
| 1995. július 30. |

| Trinidad és Tobago                                                                              | 5–0 | Saint Vincent és a Grenadine-szigetek |
| ----------------------------------------------------------------------------------------------- | --- | ------------------------------------- |
| Angus Eve 35' Dexter Brown 37' (öngól) Clint Marcelle 38' Terry St Louis 65' Arnold Dwarika 68' |     |                                       |

| Kajmán-szigetek |

## Góllövőlista
| Játékos | Játékos                  | Gól |
| ------- | ------------------------ | --- |
| 1.      | Angus Eve                | 6   |
| 2.      | Arnold Dwarika           | 5   |
|         | Leonson Lewis            | 5   |
| 4.      | Rodney Jack              | 4   |
| 5.      | Lazaro Darcourt Martinez | 3   |
|         | Lee Ramoon               | 3   |
|         | Kendall Velox            | 3   |